# Võ Minh Cẩm
Võ Minh Cẩm (sinh năm 1948), là một tướng lĩnh trong Quân đội nhân dân Việt Nam, hàm Thiếu tướng, Tiến sĩ, nguyên Phó Chủ nhiệm Kỹ thuật, Quân chủng Phòng không-Không quân, nguyên Phó Chủ nhiệm Tổng cục Kỹ thuật (2000-2008) 

## Thân thế và sự nghiệp
Ông sinh ngày 25 tháng 4 năm 1948 quê tại xã Tịnh Khê, huyện Sơn Tịnh, tỉnh Quảng Ngãi. Ông là con trai của Thiếu tướng Võ Bẩm.
Ông nhập ngũ ngày 20 tháng 7 năm 1965, được kết nạp vào Đảng ngày 3 tháng 1 năm 1969 (chính thức ngày 3 tháng 10 năm 1969).
• Tháng 7 năm 1965, học viên thợ máy Cát Bi trực thuộc Cục Không quân.
• Tháng 12 năm 1967, tổ trưởng máy bay Đại đội 13, Trung đoàn Không quân 921, Sư đoàn Không quân 371, Quân chủng Phòng không-Không quân.
• Tháng 5 năm 1969, học viên dự khóa kỹ thuật Phòng không Không quân.
• Tháng 9 năm 1969, học viên Trường Cao đẳng Kỹ thuật Không quân Ki-ép (Liên Xô).
• Tháng 9 năm 1974, kỹ sư thực tập Đại đội 13, Trung đoàn Không quân 921, Sư đoàn Không quân 371, Quân chủng Phòng không Không quân.
• Tháng 1 năm 1975, trợ lý Phòng Kỹ thuật, Sư đoàn Không quân 371, Quân chủng Phòng không Không quân.
• Tháng 3 năm 1975, trợ lý kỹ thuật đoàn lắp ráp Lăng Chủ tịch Hồ Chí Minh. 
• Tháng 9 năm 1975, trợ lý Phòng Nghiên cứu Kỹ thuật, Sư đoàn Không quân 370, Quân chủng Phòng không Không quân.
• Tháng 8 năm 1976, trợ lý phòng nghiên cứu Cục Kỹ thuật Quân chủng Phòng không Không quân.
• Tháng 6 năm 1977, dự khóa nghiên cứu sinh Đoàn 871, Tổng cục Chính trị
• Tháng 8 năm 1977, nghiên cứu sinh tại Học viện Giu-cốp-xki (Liên Xô).
• Tháng 8 năm 1980, trợ lý Phòng Nghiên cứu Kỹ thuật, Viện Kỹ thuật Không quân, Quân chủng Không quân.
• Tháng 3 năm 1982, trưởng Ban Kết cấu Phòng Kỹ thuật máy bay, Viện Kỹ thuật Không quân
• Tháng 4 năm 1988, trưởng Phòng Máy bay Động cơ – Cục Kỹ thuật Không quân.
• Tháng 3 năm 1989, chủ nhiệm Kỹ thuật Sư đoàn Không quân 371, Quân chủng Không quân. 
• Tháng 4 năm 1990, Phó Chủ nhiệm Kỹ thuật Quân chủng Không quân.
• Tháng 5 năm 1999, Phó Chủ nhiệm Kỹ thuật, Quân chủng Phòng không Không quân.
• Tháng 11 năm 2000, Phó Chủ nhiệm Tổng cục Kỹ thuật Bộ Quốc phòng.
• Ngày 1 tháng 8 năm 2007, ông nghỉ hưu 
• Thiếu tướng (7.2003). 

## Khen thưởng
• Huân chương Quân công hạng Ba
• Huân chương Chiến công hạng Nhất, Nhì, Ba
• Huân chương Kháng chiến chống Mỹ hạng Ba
• Huân chương Chiến sĩ vẻ vang (hạng Nhất, Nhì, Ba)
• Huy chương Quân kỳ Quyết thắng. 
• Huy hiệu 50 năm tuổi Đảng